# 竹内沙帆
竹内 沙帆（たけうち すなほ、1981年6月20日 - ）は、日本の女性歌手。富山県高岡市出身。身長172cm。体重54kg。血液型A型。女性デュオ唄奴（うたやっこ）の元メンバー。夫は大相撲力士の豊ノ島。

## 人物
- 幼少期を大阪府で過ごしたため、関西弁を話す。
- 中学では3年間柔道部に所属。富山県大会優勝。柔道有段者。
- 趣味はスポーツ観戦。特に好きなのは柔道、野球、相撲。
- 好きなアーティストは井上陽水。
- 元女優のさくらと親しくしていたが、そのうち夫同士（さくらの夫は田中圭）も仲良くなり家族ぐるみである[1]。

## 来歴
- 幼少の頃から父親の集めていたさまざまなジャンルのレコードを聴いて育つ。3歳からピアノを習い始める。

1993年
- 父の仕事の関係で富山県高岡市に移り住む。

1998年
- 10月25日に放映された、NHK衛星第2テレビ『おーい、ニッポン 今日はとことん富山県』の番組内で、47都道府県それぞれの歌を秋元康がプロデュースし、その歌をオーディションで選ばれた地元住民が歌う、という企画の第1回「県のうた」公開オーディションに母の勧めで応募。オーディションでDREAMS COME TRUEの『未来予想図II』を熱唱し、合格者3名の中に選ばれる。富山代表3人組ユニット『きときと』として『ヒスイ海岸』（作詞:秋元康、作曲:後藤次利）をリリース。キーボードとコーラスを担当。当時、高校2年生。

2000年
- 同志社女子大学進学と同時に京都府に単身移り住む。大学1年のとき、友人の推薦で出場した「ミス京都コンテスト」でグランプリを受賞。

2001年
- 京都親善大使「ミス京都」の活動の一環としてTBS『ワンダフル』にゲスト出演した際、振袖姿で「上を向いて歩こう」のピアノ弾き語りを披露する。これをきっかけにして、のちに女性ボーカルユニット『PACHAMAMA』の新メンバーとして加入。

2003年
- ユニットの解散と同時にソロ活動を開始。仮歌などをしながらライブ活動を続ける。

2006年
- 3月、演劇集団WHATCOLOR第7回公演「夫たちの挽歌」の主題歌「さくら」を担当。
- 同年12月24日、のちに現在のパートナーとなる杉元砂八子(Sayako)と出会う。

2007年
- 6月のライブイベント「CITY Connection」でSayakoとのユニット初LIVE。当時のユニット名は『SUNAHO＆SAYAKO』。
- 同年8月31日、ラサール石井によりユニット名を『唄奴(うたやっこ)』と命名される。

2008年
- テレビアニメ『ペンギンの問題』（4月5日より毎週土曜日 朝8時30分テレビ東京系列『おはコロシアム』内で放送中）オープニングテーマ曲を担当。

2009年
- 9月19日、東宝系で公開された映画『劇場版ペンギンの問題 幸せの青い鳥でごペンなさい』テーマ曲「ペンギンの問題テーマ」を担当。
- 12月20日、「仮面ライダーWスペシャルイベント」（渋谷C.C.Lemonホール）でLabor Dayのボーカル沙帆としてLIVEゲスト出演。

2010年
- 3月26日、SMASHのプロレス部門旗揚げ戦（新宿FACE）でリングアナウンサーとして出演。
- 4月23日、SMASHのプロレス部門（新宿FACE、第2回）でリングアナウンサーとして出演。
- 5月9日、大相撲の幕内力士である豊ノ島と婚約したことを発表した[2]。
- 5月29日、SMASHのプロレス部門（新宿FACE、第3回）でリングアナウンサーとして出演。
- 6月25日、SMASHのプロレス部門（新宿FACE、第4回）でリングアナウンサーとして出演。
- 7月24日、SMASHのプロレス部門（新宿FACE、第5回および第6回同日開催）でリングアナウンサーとして出演。
- 8月30日、SMASHのプロレス部門（新宿FACE、第7回）でリングアナウンサーとして出演
- 9月24日、SMASHのプロレス部門（新宿FACE、第8回）でリングアナウンサーとして出演
- 9月30日、所属事務所を離れ、フリーに転向[3]。
- 10月30日、SMASHのプロレス部門（新宿FACE、第9回）でリングアナウンサーとして出演
- 11月21日、ロックバンドeversetが結成以来の全楽曲および参加した曲全曲の演奏に挑戦するLIVE「everset全曲制覇!!」（高田馬場CLUB PHASE）にゲスト出演。
- 11月22日、SMASHのプロレス部門（JCB HALL、第10回）でリングアナウンサーとして出演
- 12月11日、SMASHのプロレス部門（新宿FACE、第11回）でリングアナウンサーとして出演

2011年
- 1月4日、新日本プロレスが主催するプロレス興行レッスルキングダムV IN 東京ドーム（東京ドーム）でリングアナウンサーとして出演
- 1月6日、自身のブログで2011年1月より、唄奴としての活動を休止することを発表。
- 1月29日、SMASHのプロレス部門（新宿FACE、第12回および第13回同日開催）でリングアナウンサーとして出演。
- 1月30日、SMASHのプロレス部門 （大阪世界館 、SMASH Live in Osaka）でリングアナウンサーとして出演。
- 2月25日、SMASHのプロレス部門（新宿FACE、第14回）でリングアナウンサーとして出演
- 3月31日、SMASHのプロレス部門（後楽園ホール、第15回）でリングアナウンサーとして出演
- 4月16日、女子プロレス団体アイスリボンの大阪興行、(大阪ミナミ ムーブ・オン アリーナ、大阪リボン)でリングアナウンサーとして出演
- 4月24日、女子プロレス団体アイスリボンの10代主催興行「Teens〜開校記念日〜」(埼玉県蕨市、アイスリボン道場)で先生風のコスチュームでリングアナウンサーとして出演
- 4月30日、SMASHのプロレス部門（大阪市中央区IMPホール、第16回）でリングアナウンサーとして出演
- 5月1日、SMASHのプロレス部門（愛知県名古屋市テレピアホール、SMASH Live in Nagoya）でリングアナウンサーとして出演
- 5月3日、SMASHのプロレス部門（後楽園ホール、第17回）でリングアナウンサーとして出演
- 5月22日、女子プロレス団体アイスリボンの10代主催興行「Teens・2〜中間テスト〜」(アイスリボン道場)でリングアナウンサーとして出演
- 6月9日、SMASHのプロレス部門（後楽園ホール、第18回）でリングアナウンサーとして出演
- 6月19日、女子プロレス団体アイスリボンの10代主催興行「TeensIII〜社会科見学〜」(アイスリボン道場)でリングアナウンサーとして出演
- 7月15日、SMASHのプロレス部門（後楽園ホール、第19回）でリングアナウンサーとして出演
- 8月11日、SMASHのプロレス部門（後楽園ホール、第20回）でリングアナウンサーとして出演
- 12月30日、SMASHのプロレス部門（後楽園ホール、第24回）でリングアナウンサーを休業

## ライブ活動
2005年
- 赤坂CLUB AREJU（10月19日）
- 「LOVE JET PARTY VOL.5」赤坂CLUB AREJU（11月13日）
- 新宿SOUTH HALL（12月24日）

2006年
- 「POP&MIU DREAM LIVE」新宿SOUTH HALL（4月29日）
- 「4REAL」青山LUXG（6月26日）
- 江古田K-3（10月29日）

2007年
- 「CITY Connection vol.1」目黒食堂(6月8日)『SUNAHO＆SAYAKO』として活動
- 「CITY Connection vol.2」目黒食堂(8月10日)『SUNAHO＆SAYAKO』として活動

以降の活動については唄奴の項を参照。

## 出演番組

### テレビ
- ミス京都コンテスト（KBS京都、2000年）
- オーケイのさすが（KBS京都、2000年）
- 京都食べ歩き（京都チャンネル、2000年）
- ママ感情報PAKUPAKU（テレビ宮崎、2000年）
- 太京都のれん市（宮崎放送、2000年）
- VIDEO JOCKEY（2000年、TBSテレビ）
- ワンダフル（TBSテレビ、2001年）
- 開局55周年特番ジャンクSPORTSお宝映像一挙大放出スペシャル（フジテレビ、2013年10月6日）
- 新婚さんいらっしゃい!（テレビ朝日、2015年8月23日）
- 踊る!さんま御殿!!（日本テレビ、2023年5月16日）

### ラジオ
- 森脇健児のサタデーミーティング（KBSラジオ）‐大学生の時に「恋愛教習所」の姫として出演（第3期）、唄奴で「ナベプロ」に出演（第11期）
- 『GREATEST NORTHERN NIGHT』（FM NORTH WAVE、2009年1月13日、1月20日、3月31日、4月7日、4月14日）

### インターネットラジオ
- 仮面ライダーW公式インターネットラジオWIND WAVE『向かい風一本勝負!!』Labor Dayのボーカル沙帆として出演（2009年12月19日）